# Ignaz Ginzkey

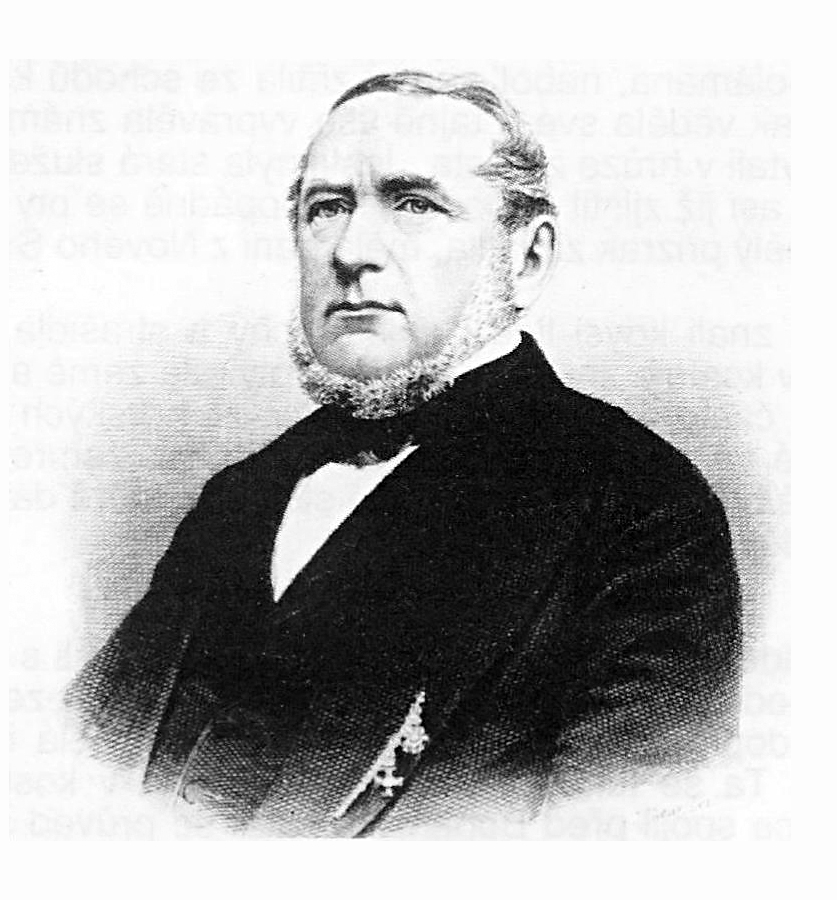
Ignaz Ginzkey

Ignaz Ginzkey (* 25. Juni 1818 in Maffersdorf; † 3. Mai 1876 ebenda) war ein Unternehmer aus Böhmen.

## Biografie
Ignaz Ginzkey entstammte einer Gärtnersfamilie und erlernte auch diesen Beruf. Zum Nebenerwerb stellte Ginzkey einen Webstuhl auf. Er erkannte bald die Vorteile des neuen von Joseph-Marie Jacquard entwickelten Webverfahrens und ließ sich 1843 einen solchen Stuhl errichten, der zum Ausgang für seine Teppichweberei wurde.
Das florierende Unternehmen war der Konkurrenz bald dadurch überlegen, als es Ginzkey gelang, ein Verfahren anzuwenden, das auch die Verspinnung der bisher unverwertbaren Wollreste ermöglichte. Im Jahre 1861 stellte Ginzkey den Antrieb auf die Dampfkraft um. Ein Jahr später präsentierte der Unternehmer seine Produkte auf der Londoner Weltausstellung und fand Abnehmer bis in Übersee.
Die „Teppich- und Deckenfabrik I. Ginzkey“ wurde zu einem Unternehmen von Weltruf, das seit 1870 auch die Produktion von Kunstwolle einführte. 
Ignaz Ginzkey heiratete 1847 Julie Bergmann, mit der er drei Söhne und fünf Töchter (darunter die Malerin Hermine Ginzkey) bekam. Nach seinem Tod übernahm sein Sohn Wilhelm Ginzkey die Fabrik.
Im Jahre 1924 stattete die Firma Ginzkey das New Yorker Hotel Waldorf-Astoria mit den größten Teppichen der Welt aus.